# Lijst van films (1940-1949)
Dit is een lijst van films uit de periode 1940–1949.

## 0-9
- 49th Parallel (1942)

## A
- Above Suspicion (1943)
- Adam's Rib (1949)
- Adventures of Captain Marvel (1941)
- Air Force (1943)
- All the King's Men (1949)
- All This, and Heaven Too (1940)
- Anchors Aweigh (1945)
- Andy Hardy Meets Debutante (1940)
- Angels Over Broadway (1940)
- Anna and the King of Siam (1946)
- Any Number Can Play (1949)
- Arsenic and Old Lace (1944)
- De Avonturen van Ichabod en meneer Pad (1949)

## B
- The Bachelor and the Bobby-Soxer (1947)
- Ball of Fire (1941)
- Bambi (1942) animatie
- The Bank Dick (1940)
- Banshun (1949)
- Batman (1943) filmserie
- Batman and Robin (1949) filmserie
- Battleground (1949)
- The Beautiful Blonde from Bashful Bend (1949)
- La Belle et la Bête (1946)
- The Bells of St. Mary's (1945)
- The Best Years of Our Lives (1946)
- Beyond the Forest (1949)
- The Big Sleep (1946)
- The Big Store (1941)
- The Bishop's Wife (1947)
- Black Narcissus (1947)
- The Black Swan (1942)
- Blossoms in the Dust (1941)
- The Blue Dahlia (1946)
- Body and Soul (1947)
- Boom Town (1940)
- Boomerang! (1947)
- The Bride Came C.O.D. (1941)
- Brief Encounter (1945)

## C
- Captain America (1944) filmserie
- Captain from Castile (1947)
- Casablanca (1942)
- Cat People (1942)
- Centennial Summer (1946)
- Champion (1949)
- Citizen Kane (1941)
- The Corn Is Green (1945)
- Crossfire (1947)

## D
- Daisy Kenyon (1947)
- Dead of Night (1945)
- Dead Reckoning (1947)
- The Devil and Miss Jones (1941)
- The Dolly Sisters (1945)
- Dombo (1941) animatie
- Double Indemnity (1944)
- A Double Life (1947)
- Down Argentine Way (1940)
- Dr. Jekyll and Mr. Hyde (1941)
- Dragon Seed (1944)
- De Drie Caballeros (1944)
- Drie weken huisknecht (1944)
- Du Barry Was a Lady (1943)
- Duel in the Sun (1946)

## E
- Easter Parade (1948)
- Edward, My Son (1949)
- Les Enfants du paradis (1945)
- Ergens in Nederland (1940)

## F
- Fallen Angel (1945)
- The Fallen Idol (1948)
- Fantasia (1940) animatie
- The Farmer's Daughter (1940)
- The Farmer's Daughter (1947)
- Flamingo Road (1949)
- For Me and My Gal (1942)
- For Whom the Bell Tolls (1943)
- A Foreign Affair (1948)
- Foreign Correspondent (1940)
- The Fountainhead (1949)
- Fun and Fancy Free (1947) animatie

## G
- G.I. Joe (1945)
- The Gang's All Here (1943)
- Gaslight (1944)
- Gentleman's Agreement (1947)
- The Ghost and Mrs. Muir (1947)
- The Ghost Breakers (1940)
- Gilda (1946)
- The Glass Key (1942)
- Go West (1940)
- Going My Way (1944)
- The Grapes of Wrath (1940)
- The Great Dictator (1940)
- Great Expectations (1946)
- The Great Lie (1941)
- The Great McGinty (1940)
- Green Dolphin Street (1947)

## H
- Hail the Conquering Hero (1944)
- Hamlet (1948)
- The Harvey Girls (1946)
- The Hasty Heart (1949)
- Heaven Can Wait (1943)
- The Heiress (1949)
- Henry V (1944)
- Here Comes Mr. Jordan (1941)
- His Girl Friday (1940)
- Hold Back the Dawn (1941)
- Hollywood Canteen (1944)
- Holy Matrimony (1943)
- Homecoming (1948)
- How Green Was My Valley (1941)
- The Human Comedy (1943)
- Humoresque (1946)

## I
- I Know Where I'm Going! (1945)
- I Love You Again (1940)
- I Remember Mama (1948)
- In the Good Old Summertime (1949)
- In This Our Life (1942)
- In Which We Serve (1942)
- Inbraak (1942)
- The Inspector General (1949)
- The Invaders (1942)
- It's a Wonderful Life (1946)

## J
- Jane Eyre (1943)
- Jane Eyre (1944)
- Janssens tegen Peeters (1940)
- Joan of Arc (1948)
- Johnny Belinda (1948)
- Johnny Eager (1942)
- Jour de fête (1949)
- June Bride (1948)

## K
- Key Largo (1948)
- The Keys of the Kingdom (1944)
- The Killers (1946)
- Kind Hearts and Coronets (1949)
- Kings Row (1942)
- Kiss of Death (1947)
- Kitty Foyle (1940)
- Een koninkrijk voor een huis (1949)

## L
- De laatste dagen van een eiland (1942)
- Ladies of the Chorus (1948)
- Ladri di biciclette (1948)
- The Lady Eve (1941)
- The Lady from Shanghai (1947)
- Laura (1944)
- Leave Her to Heaven (1945)
- The Letter (1940)
- Letter from an Unknown Woman (1948)
- A Letter to Three Wives (1949)
- The Life and Death of Colonel Blimp (1943)
- Life with Father (1947)
- Lifeboat (1944)
- Lillian Russell (1940)
- The Little Foxes (1941)
- Little Women (1949)
- The Long Voyage Home (1940)
- The Lost Weekend (1945)
- Love Crazy (1941)
- Love Happy (1949)
- Love Letters (1945)
- The Luck of the Irish (1948)

## M
- Madame Curie (1943)
- The Magnificent Ambersons (1942)
- Make Mine Music (1946)
- The Maltese Falcon (1941)
- The Man Who Came to Dinner (1942)
- Margie (1946)
- The Mark of Zorro (1940)
- A Matter of Life and Death (1946)
- Meet John Doe (1941)
- Meet Me in St. Louis (1944)
- Melodie van het zuiden (1946)
- Melody Time (1948)
- Mildred Pierce (1945)
- The Miracle of Morgan's Creek (1944)
- Miracle on 34th Street (1947)
- Monsieur Verdoux (1947)
- Moon Over Miami (1941)
- Moord in het modehuis (1946)
- The More the Merrier (1943)
- The Mortal Storm (1940)
- Mourning Becomes Electra (1947)
- Mr. & Mrs. Smith (1941)
- Mr. Skeffington (1944)
- Mrs. Miniver (1942)
- Mrs. Parkington (1944)
- My Darling Clementine (1946)
- My Foolish Heart (1949)
- My Friend Flicka (1943)

## N
- National Velvet (1944)
- Nederlands in zeven lessen (1948)
- A Night in Casablanca (1946)
- None But the Lonely Heart (1944)
- Nora Inu (1949)
- The North Star (1943)
- Notorious (1946)
- Now, Voyager (1942)

## O
- Old Acquaintance (1943)
- Oliver Twist (1948)
- On the Town (1949)
- One Foot in Heaven (1941)
- One of Our Aircraft Is Missing (1942)
- Orphée (1949)
- Ossessione (1943)
- Our Town (1940)
- Out of the Past (1947)
- The Ox-Bow Incident (1943)

## P
- Paisà (1946)
- The Palm Beach Story (1942)
- The Paradine Case (1947)
- Passport to Pimlico (1949)
- Penny Serenade (1941)
- The Phantom (1943) filmserie
- The Philadelphia Story (1940)
- The Picture of Dorian Gray (1945)
- The Pied Piper (1942)
- Pinky (1949)
- Pinokkio (1940)
- Possessed (1947)
- The Postman Always Rings Twice (1946)
- Pride and Prejudice (1940)
- The Pride of the Yankees (1942)
- Primrose Path (1940)
- The Purple Heart (1944)
- Puss Gets the Boot (1940)

## R
- Random Harvest (1942)
- The Razor's Edge (1946)
- Reap the Wild Wind (1942)
- Rebecca (1940)
- Red River (1948)
- The Red Shoes (1948)
- Rembrandt (1940)
- Reunion in France (1942)
- Ride the Pink Horse (1947)
- Road to Morocco (1942)
- Roma, città aperta (1945)
- Rope (1948)

## S
- Saludos Amigos (1942)
- Salty O'Rourke (1945)
- Samson and Delilah (1949)
- Sands of Iwo Jima (1949)
- Santa Fe Trail (1940)
- Saratoga Trunk (1946)
- Sciuscià (1946)
- Scott of the Antarctic (1948)
- Scudda Hoo! Scudda Hay! (1948)
- The Search (1948)
- Second Chorus (1940)
- Sergeant York (1941)
- The Seventh Cross (1944)
- Shadow of a Doubt (1943)
- Shadow of the Thin Man (1941)
- She Wore a Yellow Ribbon (1949)
- The Shop Around the Corner (1940)
- Since You Went Away (1944)
- Sitting Pretty (1948)
- Smilin' Through (1941)
- The Snake Pit (1948)
- So Proudly We Hail! (1943)
- Son of Fury: The Story of Benjamin Blake (1942)
- The Song of Bernadette (1943)
- Song of the South (1946)
- Song of the Thin Man (1947)
- A Song to Remember (1945)
- Sorry, Wrong Number (1948)
- The Southerner (1945)
- Spellbound (1941)
- Spellbound (1945)
- The Spiral Staircase (1946)
- State Fair (1945)
- A Stolen Life (1946)
- The Story of G.I. Joe (1945)
- Strange Cargo (1940)
- The Stranger (1946)
- The Strawberry Blonde (1941)
- Sullivan's Travels (1941)
- Superman (1948) filmserie
- Susan and God (1940)
- Suspicion (1941)

## T
- The Talk of the Town (1942)
- That Night in Rio (1941)
- Theresienstadt: Ein Dokumentarfilm aus dem jüdischen Siedlungsgebiet (1945)
- They All Kissed the Bride (1942)
- They Died with Their Boots On (1941)
- They Met in Bombay (1941)
- They Were Expendable (1945)
- The Thief of Bagdad (1940)
- The Thin Man Goes Home (1945)
- The Third Man (1949)
- The Three Caballeros (1944)
- The Three Musketeers (1948)
- Tin Pan Alley (1940)
- To Be or Not to Be (1942)
- To Each His Own (1946)
- To Have and Have Not (1944)
- Tobacco Road (1941)
- Tortilla Flat (1942)
- The Treasure of the Sierra Madre (1948)
- A Tree Grows in Brooklyn (1945)
- Twelve O'Clock High (1949)
- Two Girls and a Sailor (1944)

## U
- The Unfaithful (1947)
- Unfaithfully Yours (1948)

## V
- The Valley of Decision (1945)
- Valsch geld (1943)
- Vredens dag (1943)
- Vrij en Vrolijk (1947)

## W
- Wake Island (1942)
- Watch on the Rhine (1943)
- Waterloo Bridge (1940)
- Wenn die Sonne wieder scheint (1943)
- The Westerner (1940)
- When Ladies Meet (1941)
- White Heat (1949)
- Wilson (1944)
- Winter Meeting (1948)
- Wing and a Prayer (1944)
- Woman of the Year (1942)
- A Woman's Face (1941)
- Wonder Man (1945)

## Y
- Yankee Doodle Dandy (1942)
- The Yearling (1946)
- You Were Never Lovelier (1942)
- You'll Never Get Rich (1941)

## Z
- Ziegfeld Follies (1946)
- Ziegfeld Girl (1941)